# 傑佛遜縣 (佛羅里達州)
傑佛遜縣（英語：Jefferson County）是位於美国佛罗里达州西部（通稱為佛羅里達狹地）的一個縣，也是該州唯一既鄰喬治亞州又鄰墨西哥湾的縣，面積1,649平方公里。根据美国人口普查局2020年统计，共有人口14,510人。县治蒙蒂塞洛。該縣成立於1826年1月20日，縣名紀念第三任美国总统托马斯·杰斐逊。